# Liste der denkmalgeschützten Objekte in Perchtoldsdorf
Die Liste der denkmalgeschützten Objekte in Perchtoldsdorf enthält die 68 denkmalgeschützten, unbeweglichen Objekte der niederösterreichischen Marktgemeinde Perchtoldsdorf.

## Denkmäler
| Foto |                 | Denkmal | Standort | Beschreibung | Metadaten |
| ---- | --------------- | --- | --- | --- | --- |
| ja   | Datei hochladen | Wallgraben HERIS-ID: 93153 Objekt-ID: 108160                                                                   | Am Wallgraben Standort KG: Perchtoldsdorf                                                                                 | Reste des Grabens der Ortsbefestigung. | BDA-Hist.: Q37761436 Status: § 2a Stand der BDA-Liste: 2025-06-30 Name: Wallgraben GstNr.: 2677 Perchtoldsdorf Wallgraben                                                                            |
| ja   | Datei hochladen | Römisches Gräberfeld Aspetten HERIS-ID: 46994 Objekt-ID: 49412                                                 | Aspettengasse 4 Standort KG: Perchtoldsdorf                                                                               | 1954 wurden die ersten Gräber entdeckt. 1993, 1998, 1999 und 2000 erfolgten weitere Grabungen. Insgesamt wurden vier Brand- und 35 Körpergräber gefunden, die weitgehend im Detail dokumentiert sind. Nur jene (mindestens sieben) Bestattungen, die 1954 und in den Folgejahren aufgedeckt wurden, sind undokumentiert zerstört worden. An der Fundstelle verlief eine Wegeverbindung in ost-westlicher Richtung, die als Vicinalstraße zwischen Perchtoldsdorf und Rodaun angenommen wird. Südwestlich der Straße wurde ein ca. 9,4 m langer und 4,9 m breiter Gebäudegrundriss gefunden, der als Grabbau aus dem 4. Jahrhundert publiziert ist. Eine planmäßige Abtragung wird aufgrund der Fundsituation für das 16. Jahrhundert angenommen. | BDA-Hist.: Q38025025 Status: Bescheid Stand der BDA-Liste: 2025-06-30 Name: Römisches Gräberfeld Aspetten GstNr.: 850/22, 850/64, 850/65                                                             |
| ja   | Datei hochladen | Auferstehungssäule / Christi Himmelfahrtssäule HERIS-ID: 59516 Objekt-ID: 70861                                | bei Leonhardiberggasse 3 Standort KG: Perchtoldsdorf                                                                      | Mit 1734 bezeichnete Säule mit Figur des auferstandenen Christus auf dem Leonhardiberg. Die Säule wurde, nachdem sie 2015 wegen mangelnder Standfestigkeit abgetragen werden musste, vollständig renoviert und am 28. August 2016 neu gesegnet. Ihr Standort wurde ein kleines Stück weiter nördlich auf das in der Nähe liegende Hügelplateau „Luisenruhe“ verlegt, knapp 10 Meter entfernt vom früheren Portal der 1789 abgebrochenen ehemaligen Wallfahrtskirche an diesem Standort. | BDA-Hist.: Q32827534 Status: § 2a Stand der BDA-Liste: 2025-06-30 Name: Auferstehungssäule/ Christi Himmelfahrtssäule GstNr.: 2257 Auferstehungssäule Perchtoldsdorf                                 |
| ja   | Datei hochladen | Bürgerhaus HERIS-ID: 93894 Objekt-ID: 109000                                                                   | Brunner Gasse 1 Standort KG: Perchtoldsdorf                                                                               | Im Kern spätmittelalterliches Ackerbürgerhaus mit Durchfahrt, überwiegend aus dem 16./17. Jahrhundert. Das Hofgebäude im Südosten ist nicht denkmalgeschützt. Es können sieben Bauphasen unterschieden werden, so zunächst zwei getrennte Baukörper, eine Überbauung des Hofes, Erweiterungen und Dachgeschoßausbau. Anmerkung: Identadresse: Chr.-Gluck-Gasse 2-4, dort aber keine Eingänge | BDA-Hist.: Q37763132 Status: Bescheid Stand der BDA-Liste: 2025-06-30 Name: Bürgerhaus GstNr.: 1081/5 Brunnergasse 1, Perchtoldsdorf                                                                 |
| ja   | Datei hochladen | Wegbachhaus HERIS-ID: 34728 Objekt-ID: 33108                                                                   | Brunner Gasse 2 Standort KG: Perchtoldsdorf                                                                               | Im Kern gotischer Hof, im 16. und 17. Jahrhundert umgebaut, mit Renaissance-Fassade. | BDA-Hist.: Q37959700 Status: Bescheid Stand der BDA-Liste: 2025-06-30 Name: Wegbachhaus GstNr.: 359                                                                                                  |
| ja   | Datei hochladen | Ehem. Lichteneckerhof HERIS-ID: 11661 Objekt-ID: 7769                                                          | Brunner Gasse 1-9, Stiege 1 Standort KG: Perchtoldsdorf                                                                   | Fabrikskomplex einer ehemaligen Brauerei, im Kern aus dem 16., überwiegend aus dem 19./20. Jahrhundert. Anmerkung: früher Brunner Gasse 3, Doppelvergabe der Hausnummer 1 | BDA-Hist.: Q38108625 Status: Bescheid Stand der BDA-Liste: 2025-06-30 Name: Ehem. Lichteneckerhof GstNr.: 1081/1                                                                                     |
| ja   | Datei hochladen | Bürgerhaus HERIS-ID: 11662 Objekt-ID: 7770                                                                     | Brunner Gasse 1-9, Stiege 5 Standort KG: Perchtoldsdorf                                                                   | Zweigeschoßiges Bürgerhaus mit Mansardendach, im Kern aus dem 16./17., überwiegend aus dem 18. Jahrhundert. Anmerkung: früher Brunner Gasse 5, Doppelvergabe der Hausnummer 1 | BDA-Hist.: Q38108663 Status: Bescheid Stand der BDA-Liste: 2025-06-30 Name: Bürgerhaus GstNr.: 1081/1                                                                                                |
| ja   | Datei hochladen | Bürgerhaus HERIS-ID: 46331 Objekt-ID: 48196                                                                    | Brunner Gasse 6 Standort KG: Perchtoldsdorf                                                                               | 1730 umgebautes Ackerbürgerhaus mit Schopfwalmgiebel aus dem späten 15. Jahrhundert. | BDA-Hist.: Q38020616 Status: Bescheid Stand der BDA-Liste: 2025-06-30 Name: Bürgerhaus GstNr.: 363                                                                                                   |
| ja   | Datei hochladen | Hugo-Wolf-Haus, Montserrater Hof HERIS-ID: 34729 Objekt-ID: 33109                                              | Brunner Gasse 24–26 Standort KG: Perchtoldsdorf                                                                           | Ehemaliges Quartier von Hugo Wolf mit Museum, im 18. und 19. Jahrhundert umgebautes und erweitertes gestaffeltes Hauerhaus. | BDA-Hist.: Q37959715 Status: Bescheid Stand der BDA-Liste: 2025-06-30 Name: Hugo-Wolf-Haus, Montserrater Hof GstNr.: 384, 382                                                                        |
| ja   | Datei hochladen | Bildstock, sog. Türkenkreuz HERIS-ID: 88936 Objekt-ID: 103527                                                  | Brunner Gasse 57 Standort KG: Perchtoldsdorf                                                                              | Pfeilerbildstock aus dem 17. Jahrhundert mit Rippenbekrönung. | BDA-Hist.: Q37729553 Status: § 2a Stand der BDA-Liste: 2025-06-30 Name: Bildstock, sog. Türkenkreuz GstNr.: 1239 Türkenkreuz Perchtoldsdorf                                                          |
| ja   | Datei hochladen | Scharingerhof, Knochenhof, Mühle am Holzertor HERIS-ID: 34732 Objekt-ID: 33112                                 | Elisabethstraße 4 Standort KG: Perchtoldsdorf                                                                             | Spätgotisches Gebäude aus der zweiten Hälfte des 15. Jahrhunderts, mit Knochenpflaster aus Tierknochen im Halbstock. | BDA-Hist.: Q37959743 Status: Bescheid Stand der BDA-Liste: 2025-06-30 Name: Scharingerhof, Knochenhof, Mühle am Holzertor GstNr.: 3043                                                               |
| ja   | Datei hochladen | Haus der Gottsleichnamszeche HERIS-ID: 34734 Objekt-ID: 33114                                                  | Elisabethstraße 18 Standort KG: Perchtoldsdorf                                                                            | Vierseitige zweigeschoßige Anlage mit Sonnenuhr, bezeichnet 1564. | BDA-Hist.: Q37959759 Status: Bescheid Stand der BDA-Liste: 2025-06-30 Name: Haus der Gottsleichnamszeche GstNr.: 332                                                                                 |
| ja   | Datei hochladen | Bildstock HERIS-ID: 70353 Objekt-ID: 83467                                                                     | bei Feldgasse 1 Standort KG: Perchtoldsdorf                                                                               | Gotischer Rechteckpfeiler mit Schutzmantelmadonna aus der Mitte des 15. Jahrhunderts. | BDA-Hist.: Q38124894 Status: § 2a Stand der BDA-Liste: 2025-06-30 Name: Bildstock GstNr.: 2666/17 Perchtoldsdorf Bildstock Feldgasse 1                                                               |
| ja   | Datei hochladen | Bahnhof, Aufnahmsgebäude HERIS-ID: 34735 Objekt-ID: 33115seit 2012                                             | Feldgasse 2 Standort KG: Perchtoldsdorf                                                                                   | Bahnhofsgebäude der Kaltenleutgebener Bahn, Sichtziegelbau mit Fachwerk, Schnitzdekor und Holzveranda. Renovierung 2022. | BDA-Hist.: Q37959773 Status: Bescheid Stand der BDA-Liste: 2025-06-30 Name: Bahnhof, Aufnahmsgebäude GstNr.: 2832/6 Perchtoldsdorf train station (Kaltenleutgebener Bahn)                            |
| ja   | Datei hochladen | Haus beim Markttor, Bürgerhaus HERIS-ID: 31337 Objekt-ID: 28279                                                | Hochstraße 7 Standort KG: Perchtoldsdorf                                                                                  | Gebäude über unregelmäßigem Grundriss aus der 2. Hälfte des 16. Jahrhunderts. | BDA-Hist.: Q37941723 Status: Bescheid Stand der BDA-Liste: 2025-06-30 Name: Haus beim Markttor, Bürgerhaus GstNr.: 8/1                                                                               |
| ja   | Datei hochladen | Figurenbildstock hl. Leonhard HERIS-ID: 70367 Objekt-ID: 83481                                                 | bei Hochstraße 13 Standort KG: Perchtoldsdorf                                                                             | Eine toskanische Säule aus dem 18. Jahrhundert mit einer erneuerten Statue des hl. Leonhard. Zu seinen Füßen lagern Ochs und Kalb, als Attribute des Viehpatrons. Errichtet am Beginn des ehemaligen Prozessionsweges zur abgebrochenen Wallfahrtskirche auf dem Leonhardiberg. | BDA-Hist.: Q38124923 Status: § 2a Stand der BDA-Liste: 2025-06-30 Name: Figurenbildstock hl. Leonhard GstNr.: 2616 Bildstock hl. Leonhard, Perchtoldsdorf                                            |
| ja   | Datei hochladen | Bürgerhaus HERIS-ID: 34736 Objekt-ID: 33116                                                                    | Hochstraße 25 Standort KG: Perchtoldsdorf                                                                                 | Dreigeschoßiges Bürgerhaus aus dem späten 18. Jahrhundert mit barocker Fassade und Breiterker über beide Obergeschoße aus einer Zusammenlegung zweier spätmittelalterlicher Häuser. | BDA-Hist.: Q37959788 Status: Bescheid Stand der BDA-Liste: 2025-06-30 Name: Bürgerhaus GstNr.: 24/1 Bürgerhaus Hochstraße 25, Perchtoldsdorf                                                         |
| ja   | Datei hochladen | Bürgerhaus HERIS-ID: 34737 Objekt-ID: 33117                                                                    | Hochstraße 27 Standort KG: Perchtoldsdorf                                                                                 | Dreigeschoßiges Bürgerhaus aus dem späten 18. Jahrhundert mit barocker Fassade und Breiterker über beide Obergeschoße aus einer Zusammenlegung zweier spätmittelalterlicher Häuser. | BDA-Hist.: Q37959802 Status: Bescheid Stand der BDA-Liste: 2025-06-30 Name: Bürgerhaus GstNr.: 25 Bürgerhaus Hochstraße 27, Perchtoldsdorf                                                           |
| ja   | Datei hochladen | Ehem. Schieferhof HERIS-ID: 34738 Objekt-ID: 33118                                                             | Hochstraße 71 Standort KG: Perchtoldsdorf                                                                                 | Spätgotischer Bau aus dem 15. Jahrhundert, mehrfach umgebaut. | BDA-Hist.: Q37959818 Status: Bescheid Stand der BDA-Liste: 2025-06-30 Name: Ehem. Schieferhof GstNr.: 98                                                                                             |
| ja   | Datei hochladen | Wehrturm HERIS-ID: 50375 Objekt-ID: 55282                                                                      | Marktplatz 2b (laut amtlichem Adress-GWR) Standort KG: Perchtoldsdorf                                                     | 1450 bis 1521 erbauter fünfgeschoßiger Turm. Bei der 2. Türkenbelagerung 1683 ausgebrannt und wiederinstandgesetzt. Seit 1791 frei stehend. | BDA-Hist.: Q32979105 Status: § 2a Stand der BDA-Liste: 2025-06-30 Name: Wehrturm GstNr.: 2956 Wehrturm (Perchtoldsdorf)                                                                              |
| ja   | Datei hochladen | Bildstock HERIS-ID: 70385 Objekt-ID: 83499                                                                     | bei Industriestraße 5 Standort KG: Perchtoldsdorf                                                                         | | BDA-Hist.: Q38124967 Status: § 2a Stand der BDA-Liste: 2025-06-30 Name: Bildstock GstNr.: 995 Perchtoldsdorf Bildstock Industriestr                                                                  |
| ja   | Datei hochladen | Fundzone Zwingen HERIS-ID: 58387 Objekt-ID: 69055                                                              | Industriestraße – Mühlgasse Standort KG: Perchtoldsdorf                                                                   | Archäologische Ausgrabungsstätte. | BDA-Hist.: Q38082946 Status: Bescheid Stand der BDA-Liste: 2025-06-30 Name: Fundzone Zwingen GstNr.: 973/5, 995, 2651, 997, 973/4                                                                    |
| ja   | Datei hochladen | Flur-/Wegkapelle HERIS-ID: 109717 Objekt-ID: 127351                                                            | in der Nähe von Waldmühlgasse 31 Haus 1 Standort KG: Perchtoldsdorf                                                       | Wegkapelle aus dem 19. Jahrhundert. | BDA-Hist.: Q37815401 Status: § 2a Stand der BDA-Liste: 2025-06-30 Name: Flur-/Wegkapelle GstNr.: 2585/126 Wegkapelle Waldmühlgasse (19. Jahrhundert)                                                 |
| ja   | Datei hochladen | Bildstock HERIS-ID: 70360 Objekt-ID: 83474                                                                     | gegenüber Kunigundbergstraße 2 Standort KG: Perchtoldsdorf                                                                | Breitpfeilerbildstock aus dem späten 18. Jahrhundert. | BDA-Hist.: Q38124914 Status: § 2a Stand der BDA-Liste: 2025-06-30 Name: Bildstock GstNr.: 1353 Bildstock Kunigundenbergstraße, Perchtoldsdorf                                                        |
| ja   | Datei hochladen | Villa Spina HERIS-ID: 70370 Objekt-ID: 83484                                                                   | Leonhardiberggasse 3 Standort KG: Perchtoldsdorf                                                                          | Zweigeschoßiger Bau mit historistischen Büsten aus dem dritten Viertel des 19. Jahrhunderts am Standort einer 1683 errichteten Einsiedelei. | BDA-Hist.: Q38124943 Status: § 2a Stand der BDA-Liste: 2025-06-30 Name: Villa Spina GstNr.: 2258/26 Villa Spina, Perchtoldsdorf                                                                      |
| ja   | Datei hochladen | Flur-/Wegkapelle HERIS-ID: 70369 Objekt-ID: 83483                                                              | bei Leonhardiberggasse 3 Standort KG: Perchtoldsdorf                                                                      | Barocke Wegkapelle mit schmiedeeisernem Rokokogitter, urkundlich erwähnt 1705, 1773 umgebaut. | BDA-Hist.: Q38124933 Status: § 2a Stand der BDA-Liste: 2025-06-30 Name: Flur-/Wegkapelle GstNr.: 2258/26 Wegkapelle Leonhardiberggasse, Perchtoldsdorf                                               |
| ja   | Datei hochladen | Franz-Schmidt-Villa HERIS-ID: 34740 Objekt-ID: 33120                                                           | Lohnsteinstraße 4 Standort KG: Perchtoldsdorf                                                                             | Villa mit Fachwerkdekor und Schopfwalmdach innerhalb der westlichen Begrenzung des Cottage-Viertels, Wohnhaus des Komponisten Franz Schmidt. | BDA-Hist.: Q37959847 Status: Bescheid Stand der BDA-Liste: 2025-06-30 Name: Franz-Schmidt-Villa GstNr.: 2397/5 Franz-Schmidt-Villa, Perchtoldsdorf                                                   |
| ja   | Datei hochladen | Wasserreservoir HERIS-ID: 92303 Objekt-ID: 107221                                                              | Lohnsteinstraße 55 Standort KG: Perchtoldsdorf                                                                            | | BDA-Hist.: Q37759491 Status: § 2a Stand der BDA-Liste: 2025-06-30 Name: Wasserreservoir GstNr.: 2585/82                                                                                              |
| ja   | Datei hochladen | Kath. Filialkirche Maria Königin HERIS-ID: 70355seit 2023                                                      | Marienplatz 3 Standort KG: Perchtoldsdorf                                                                                 | Die Kirche mit freistehendem Campanile wurde 1965–1967 von Paul Katzberger erbaut. | BDA-Hist.: Q119231391 Status: Bescheid Stand der BDA-Liste: 2025-06-30 Name: Kath. Filialkirche Maria Königin GstNr.: 891/22 Marienkirche, Perchtoldsdorf                                            |
| ja   | Datei hochladen | Kaiser-Franz-Josefs-Jubiläumsbrunnen HERIS-ID: 94273 Objekt-ID: 109415                                         | im nördlichen Teil des Marktplatzes, in der Nähe des Turmes Standort KG: Perchtoldsdorf                                   | 1908 errichteter Brunnen am Marktplatz. | BDA-Hist.: Q37763957 Status: § 2a Stand der BDA-Liste: 2025-06-30 Name: Kaiser-Franz-Josefs-Jubiläumsbrunnen GstNr.: 2609/1 Kaiser Franz-Joseph Jubiläums-Brunnen Perchtoldsdorf                     |
| ja   | Datei hochladen | Dreifaltigkeitssäule HERIS-ID: 73433 Objekt-ID: 86722                                                          | vor Marktplatz 6 Standort KG: Perchtoldsdorf                                                                              | 1713/14 errichtete Säule mit Dreifaltigkeitsgruppe und Sockelrelief Die Pest in Wien, umgeben von Statuen. Die Säule wurde 1888 unter der Leitung Viktor Tilgners renoviert. | BDA-Hist.: Q31847224 Status: § 2a Stand der BDA-Liste: 2025-06-30 Name: Dreifaltigkeitssäule GstNr.: 2609/1 Dreifaltigkeitssäule Perchtoldsdorf                                                      |
| ja   | Datei hochladen | Strenningerhof HERIS-ID: 34741 Objekt-ID: 33121                                                                | Marktplatz 3 Standort KG: Perchtoldsdorf                                                                                  | Dreigeschoßiger Renaissancebau aus der zweiten Hälfte des 16. Jahrhunderts. | BDA-Hist.: Q37959863 Status: Bescheid Stand der BDA-Liste: 2025-06-30 Name: Strenningerhof GstNr.: 2970                                                                                              |
| ja   | Datei hochladen | Regenharthaus HERIS-ID: 34742 Objekt-ID: 33122                                                                 | Marktplatz 6 Standort KG: Perchtoldsdorf                                                                                  | Bürgerhaus im Kern aus dem 15. Jahrhundert, im 16. und 18. Jahrhundert umgebaut, benannt nach dem aus Bayern stammenden Johann Jakob Regenhart, der in Perchtoldsdorf eine Spezerei und Leinenhandlung erwarb, die von seinen Söhnen später in Wien ausgebaut wurde. | BDA-Hist.: Q37959879 Status: Bescheid Stand der BDA-Liste: 2025-06-30 Name: Regenharthaus GstNr.: 305                                                                                                |
| ja   | Datei hochladen | Lebzelterhaus HERIS-ID: 70070seit 2022                                                                         | Marktplatz 7-9 Standort KG: Perchtoldsdorf                                                                                | Das Haus ist 1685 urkundlich erwähnt, der Bau wird als Bürgerhaus in die 1. Hälfte des 16. Jahrhunderts datiert (bezeichnet 1513), die barocken Blendgiebel um 1700. Die Erdgeschoßräume sind tonnengewölbt mit Stichkappen und Stuckgraten. Die Häuser stammen ursprünglich aus der mittelalterlichen Siedlungsphase von Perchtoldsdorf und zählen zum ältesten Siedlungskern des Marktes, ihre alte Struktur zeichnet sich noch in den schmalen Grundstücksgrundrissen und den unregelmäßigen Außenmauern ab. Die Gewölberäume in den Kellergeschoßen samt charakteristischen angeputzten Graten der Stichkappen dokumentieren eine Bauphase des 16. Jahrhunderts. Es handelt sich um eine Teilunterschutzstellung, geschützt sind die platzseitige Außenerscheinung und im Inneren das Kellergeschoß von Bauteil Nr. 7 (blaue Fassade) sowie der gesamte Bauteil Nr. 9 (rosa Fassade) mit Ausnahme des nachträglich ausgebauten Dachgeschoßes und der hofseitigen Außenerscheinung. Die Fassade von Nr. 7 verbindet in unikaler Weise eine expressionistische Fassade, die in die Zwischenkriegszeit um 1930 datiert wird, mit einem postmodernen Geschäftsportal aus den 1980er-Jahren. Die Giebelfassade von Nr. 9 ist die einzige Barockfassade am Marktplatz. | BDA-Hist.: Q112892852 Status: Bescheid Stand der BDA-Liste: 2025-06-30 Name: Lebzelterhaus GstNr.: 2982 Lebzelterhaus Perchtoldsdorf                                                                 |
| ja   | Datei hochladen | Rathaus HERIS-ID: 50368 Objekt-ID: 55274                                                                       | Marktplatz 10 Standort KG: Perchtoldsdorf                                                                                 | Dreigeschoßiger spätgotischer Bau mit rekonstruierter gotischer Seccomalerei von 1526 an der Fassade. | BDA-Hist.: Q38039743 Status: § 2a Stand der BDA-Liste: 2025-06-30 Name: Rathaus GstNr.: 3042 Rathaus Perchtoldsdorf                                                                                  |
| ja   | Datei hochladen | Gemeindeamt HERIS-ID: 70009 Objekt-ID: 83111                                                                   | Marktplatz 11 Standort KG: Perchtoldsdorf                                                                                 | Späthistoristischer Umbau eines Meierhofs von 1838. | BDA-Hist.: Q38123780 Status: § 2a Stand der BDA-Liste: 2025-06-30 Name: Gemeindeamt GstNr.: 2845 Gemeindeamt Perchtoldsdorf                                                                          |
| ja   | Datei hochladen | Apothekerhaus HERIS-ID: 50369 Objekt-ID: 55275                                                                 | Marktplatz 12 Standort KG: Perchtoldsdorf                                                                                 | Um 1500 erbautes spätgotisches Bürgerhaus mit biedermeierlicher Fassade. | BDA-Hist.: Q38039756 Status: Bescheid Stand der BDA-Liste: 2025-06-30 Name: Apothekerhaus GstNr.: 308/1                                                                                              |
| ja   | Datei hochladen | Bürgerhaus HERIS-ID: 34743 Objekt-ID: 33123                                                                    | Marktplatz 13 Standort KG: Perchtoldsdorf                                                                                 | Ackerbürgerhaus aus dem 16./17. Jahrhundert, 1975/80 umgebaut. | BDA-Hist.: Q37959892 Status: Bescheid Stand der BDA-Liste: 2025-06-30 Name: Bürgerhaus GstNr.: 2980                                                                                                  |
| ja   | Datei hochladen | Pfarrhof mit ehem. Befestigungsanlagen HERIS-ID: 50370 Objekt-ID: 55276                                        | Marktplatz 14 Standort KG: Perchtoldsdorf                                                                                 | 1760/70 umgebauter, im Kern gotischer zweigeschoßiger Pfarrhof mit späthistoristischer Fassade. | BDA-Hist.: Q38039767 Status: § 2a Stand der BDA-Liste: 2025-06-30 Name: Pfarrhof mit ehem. Befestigungsanlagen GstNr.: 309                                                                           |
| ja   | Datei hochladen | Ehem. Stadtburg Ottos II. bzw. Hofmark HERIS-ID: 30860 Objekt-ID: 27663                                        | Marktplatz 17 Standort KG: Perchtoldsdorf                                                                                 | Hotel aus der Mitte des 19. Jahrhunderts mit neugotischer Fassade und Teilen von Mauerwerk aus dem 13. Jahrhundert. | BDA-Hist.: Q37938388 Status: Bescheid Stand der BDA-Liste: 2025-06-30 Name: Ehem. Stadtburg Ottos II. bzw. Hofmark GstNr.: 440 Former Stadtburg Ottos II., Perchtoldsdorf                            |
| ja   | Datei hochladen | Gottschall-Haus HERIS-ID: 34744 Objekt-ID: 33124                                                               | Marktplatz 22 Standort KG: Perchtoldsdorf                                                                                 | Eckhaus im Kern aus dem 14. Jahrhundert, bis zum 16. Jahrhundert mehrfach umgebaut. Ab 2020 grundlegend erneuert. Die östliche geknickte Fassade mit dem Eingangstor folgt der Grenze des (damals noch nicht weiter verbauten) Marktplatzes, früheres Gegenüber war damit das als damaliges Amtsgebäude gesehene Bäckerhaus/Wagnerhaus Marktplatz 23. | BDA-Hist.: Q37959907 Status: Bescheid Stand der BDA-Liste: 2025-06-30 Name: Gottschall-Haus GstNr.: 2986 Gottschall-Haus Perchtoldsdorf                                                              |
| ja   | Datei hochladen | Bäckerhaus/Wagnerhaus HERIS-ID: 109450 Objekt-ID: 127075                                                       | Marktplatz 23 Standort KG: Perchtoldsdorf                                                                                 | Ältestes Haus am Marktplatz mit Bausubstanz bis in die erste Hälfte des 13. Jahrhunderts. Das Gebäude bildete den südlichen Abschluss des Marktplatzes, der durch den Wegbach begrenzt wurde und für den eine planmäßige Anlage gemeinsam mit der Pfarrerhebung im Jahr 1217 angenommen wird. Das Haus ist ein 23 × 7 m großer Längsbau, der (anders als die Ackerbürgerhäuser) mit seiner Traufe zum (gegenüber verbauten) Platz zeigt. Innen wurde für das Obergeschoß eine aufwändigere Gestaltung rekonstruiert, mit einem erhaltenen romanischen Portal und einem Rundbogenfenster. Der Bau wird als Amtsgebäude (als Gegenstück zum sakralen Bereich am anderen Ende des Platzes) gesehen. Im Hof wird eine söllerartige Vorhalle mit nicht mehr erhaltener Freitreppe ins Obergeschoß vermutet. An der Nordwestecke befindet sich ein Konsolstein mit einem stilisierten Menschenkopf mit Armen, der eine Rolle über seinem Kopf hält. Diese Figur wird der Romanik zugerechnet, die Rolle als Hinweis auf eine Kanzlei oder Schreibstube interpretiert, die sich in diesem Profanbau befunden haben könnte. Vergleichbare Bauten, ebenfalls in der Nähe einer Befestigung, in tieferer Lage und in Tornähe (Horn, Kirchschlag am Wechsel) deuten darauf hin, dass das Haus zu den frühesten derartigen Verwaltungsbauten aus der Zeit der Babenberger gezählt werden kann. Die weitere Entwicklung folgt jener eines Ackerbürgerhauses aus dem 16. Jahrhundert, mit Kern aus dem 14. Jahrhundert mit gotischer Sgraffitoquaderung. Das Haus ist an die aus dem 14.–15. Jhdt. stammende Ortsummauerung angebunden. In der Neuzeit war es eine Bäckerei, ab 1896 von August Wagner betrieben. Seit 1991/92 war es Sitz des (damals) Gendarmeriepostens, der sich bis dahin im Gemeindeamt befand. Das Gebäude wurde am 22. Februar 2021 durch einen Brand (im Dachstuhl des Nachbarhauses Hotel Schindler) beschädigt. Die Fassade blieb davon aber weitgehend unbeeinträchtigt. Das Haus wurde 2022 wieder zur Benützung als Polizeidienststelle freigegeben. Für 2025 sind weitere Renovierungsarbeiten an der Fassade geplant. | BDA-Hist.: Q37814884 Status: § 2a Stand der BDA-Liste: 2025-06-30 Name: Bäckerhaus/Wagnerhaus GstNr.: 430 Perchtoldsdorf Bäckerhaus Wagnerhaus                                                       |
| ja   | Datei hochladen | Teilabschnitt der Stadtmauer beim Bäckerhaus/Wagnerhaus HERIS-ID: 34745 Objekt-ID: 33125                       | Marktplatz 23 Standort KG: Perchtoldsdorf                                                                                 | Reste der Marktbefestigung aus dem 13. Jahrhundert. | BDA-Hist.: Q37959921 Status: Bescheid Stand der BDA-Liste: 2025-06-30 Name: Teilabschnitt der Stadtmauer beim Bäckerhaus/Wagnerhaus GstNr.: 430 Perchtoldsdorf Stadtmauer in der Gluckgasse          |
| ja   | Datei hochladen | Hauerhaus HERIS-ID: 73426 Objekt-ID: 86715                                                                     | Neustiftgasse 19 Standort KG: Perchtoldsdorf                                                                              | Im Kern spätmittelalterlicher, überwiegend aus dem 16. Jahrhundert stammender Parallelhof aus zwei zweigeschoßige Trakten. | BDA-Hist.: Q38132609 Status: Bescheid Stand der BDA-Liste: 2025-06-30 Name: Hauerhaus GstNr.: 2976/2                                                                                                 |
| ja   | Datei hochladen | Josefswarte HERIS-ID: 70372 Objekt-ID: 83486                                                                   | Hinterer Föhrenberg bei der Kammersteinerhütte Standort KG: Perchtoldsdorf                                                | Die Josefswarte ist ein 1891 errichteter Aussichtsturm, der aus einer Eisenkonstruktion mit einer offenen Plattform besteht. Sie befindet sich neben der Kammersteinerhütte in 582 m Seehöhe im Westen von Perchtoldsdorf am Hinteren Föhrenberg. | BDA-Hist.: Q15056902 Status: § 2a Stand der BDA-Liste: 2025-06-30 Name: Josefswarte GstNr.: 2608/1 Josefswarte, Perchtoldsdorf                                                                       |
| ja   | Datei hochladen | Ehem. landesfürstliche Burg mit Wehranlagen HERIS-ID: 50373 Objekt-ID: 55280                                   | Paul-Katzberger-Platz 1 Standort KG: Perchtoldsdorf                                                                       | Nach 991 errichtete Turmburg mit Kapelle, Wall und Graben, bis 1170/80 erweitert, 1250 bis 1270 und 1330 nach Zerstörungen wiederaufgebaut. Ab 1497 Umbau zur Kirchenfestung, 1683 durch die Türken zerstört. | BDA-Hist.: Q665769 Status: § 2a Stand der BDA-Liste: 2025-06-30 Name: Ehem. landesfürstliche Burg mit Wehranlagen GstNr.: 1, 3, 8/2, 3030 Burg Perchtoldsdorf                                        |
| ja   | Datei hochladen | Martinskapelle, ehem. Karner HERIS-ID: 70003 Objekt-ID: 83104                                                  | Paul-Katzberger-Platz 2 Standort KG: Perchtoldsdorf                                                                       | Spätgotischer turmartiger Bau mit Chörlein, 1520 geweiht, nach unterschiedlichen Nutzungen seit 1953 Kriegergedächtniskapelle. | BDA-Hist.: Q38123743 Status: § 2a Stand der BDA-Liste: 2025-06-30 Name: Martinskapelle, ehem. Karner GstNr.: 3031 Martinskapelle Perchtoldsdorf                                                      |
| ja   | Datei hochladen | Kath. Pfarrkirche hl. Augustinus mit Kirchhof und Figurenbildstöcken HERIS-ID: 50371 Objekt-ID: 55277          | Paul-Katzberger-Platz 3 Standort KG: Perchtoldsdorf                                                                       | Spätgotische Hallenkirche ohne Turm, dreischiffiger hochgotischer Hallenchor 1362, Langhaus 1449 geweiht. Am Eingangsbau befindet sich ein spätmittelalterliches Ölbergrelief aus farbig gefasstem Breitenbrunner Kalksandstein, das 2008 restauriert wurde. | BDA-Hist.: Q23541846 Status: § 2a Stand der BDA-Liste: 2025-06-30 Name: Kath. Pfarrkirche hl. Augustinus mit Kirchhof und Figurenbildstöcken GstNr.: 3030 Pfarrkirche hl. Augustinus, Perchtoldsdorf |
| ja   | Datei hochladen | Wohn- und Sterbehaus von Josef Hyrtl HERIS-ID: 70007 Objekt-ID: 83109                                          | Paul-Katzberger-Platz 5 (früher Hyrtlgasse, auch Marktplatz 4, nach BDA Leonhardiberggasse 1) Standort KG: Perchtoldsdorf | Zweigeschoßiger Bau aus dem 19. Jahrhundert mit schmiedeeisernem Balkon, Wohn- und Sterbehaus von Josef Hyrtl. | BDA-Hist.: Q38123761 Status: § 2a Stand der BDA-Liste: 2025-06-30 Name: Wohn- und Sterbehaus von Josef Hyrtl GstNr.: 304, 303 Hyrtl-Haus Perchtoldsdorf                                              |
| ja   | Datei hochladen | Mittel- und Volksschule HERIS-ID: 70371 Objekt-ID: 83485                                                       | Roseggergasse 2–6 Standort KG: Perchtoldsdorf                                                                             | 1913/14 durch Viktor Fenzl erbauter dreigeschoßiger spätsecessionistischer Monumentalbau. | BDA-Hist.: Q38124953 Status: § 2a Stand der BDA-Liste: 2025-06-30 Name: Mittel- und Volksschule GstNr.: 2258/27                                                                                      |
| ja   | Datei hochladen | Franz-Ferdinand-Schutzhaus HERIS-ID: 93424 Objekt-ID: 108442                                                   | Schutzhausstraße 668 Standort KG: Perchtoldsdorf                                                                          | Das Gasthaus wurde 1905 erbaut, 1985 und 1995 renoviert und an das Wasser- und Kanalnetz angeschlossen. Es liegt im Westen von Perchtoldsdorf in 532 m Seehöhe am Parapluieberg (Vorderer Föhrenberg). Das Schutzhaus ist neben der Teufelsteinhütte und der Kammersteiner Hütte eine der drei Gaststätten im Nahbereich des Wienerwaldes bei Perchtoldsdorf (die auf Landkarten noch verzeichnete Rablhütte an der Perchtoldsdorfer Heide wurde in den 1980er-Jahren abgetragen). | BDA-Hist.: Q37762221 Status: § 2a Stand der BDA-Liste: 2025-06-30 Name: Franz-Ferdinand-Schutzhaus GstNr.: 2608/1 Franz-Ferdinand-Schutzhaus Perchtoldsdorf                                          |
| ja   | Datei hochladen | Flur-/Wegkapelle HERIS-ID: 70358 Objekt-ID: 83472                                                              | bei Vesperkreuzstraße 1 Standort KG: Perchtoldsdorf                                                                       | Wegkapelle aus der zweiten Hälfte des 18. Jahrhunderts mit Pietà und Platzlgewölbe im Inneren. Anmerkung: | BDA-Hist.: Q38124904 Status: § 2a Stand der BDA-Liste: 2025-06-30 Name: Flur-/Wegkapelle GstNr.: 1006/62 Wegkapelle Vesperkreuzstraße                                                                |
| ja   | Datei hochladen | Bildstock HERIS-ID: 93430 Objekt-ID: 108453                                                                    | Waldmühlgasse Standort KG: Perchtoldsdorf                                                                                 | Der Bildstock hat einen vorspringenden Tabernakelaufsatz mit leeren Rundbogennischen und ein Zeltdach als Abschluss. | BDA-Hist.: Q37762252 Status: § 2a Stand der BDA-Liste: 2025-06-30 Name: Bildstock GstNr.: 2697/2 Bildstock Waldmühlgasse (108453), Perchtoldsdorf                                                    |
| ja   | Datei hochladen | Bürgerhaus HERIS-ID: 50372 Objekt-ID: 55278                                                                    | Wiener Gasse 1 Standort KG: Perchtoldsdorf                                                                                | Eckhaus aus dem 16. Jahrhundert, bis in die erste Hälfte des 19. Jahrhunderts mehrfach erweitert. | BDA-Hist.: Q38039786 Status: § 2a Stand der BDA-Liste: 2025-06-30 Name: Bürgerhaus GstNr.: 2957 |
| ja   | Datei hochladen | Bürgerhaus HERIS-ID: 46290 Objekt-ID: 48025                                                                    | Wiener Gasse 3 Standort KG: Perchtoldsdorf                                                                                | | BDA-Hist.: Q38020395 Status: Bescheid Stand der BDA-Liste: 2025-06-30 Name: Bürgerhaus GstNr.: 2958                                                                                                  |
| ja   | Datei hochladen | Bürgerhaus HERIS-ID: 46396 Objekt-ID: 48379                                                                    | Wiener Gasse 4 Standort KG: Perchtoldsdorf                                                                                | Bürgerhaus aus dem 16. Jahrhundert mit spätgotischen Pfeilerarkaden. | BDA-Hist.: Q38021155 Status: Bescheid Stand der BDA-Liste: 2025-06-30 Name: Bürgerhaus GstNr.: 2968                                                                                                  |
| ja   | Datei hochladen | Bürgerhaus HERIS-ID: 34746 Objekt-ID: 33126                                                                    | Wiener Gasse 7-9 Standort KG: Perchtoldsdorf                                                                              | Bürgerhaus aus dem frühen 16. Jahrhundert, Fassade am Ende des 20. Jahrhunderts erneuert. | BDA-Hist.: Q37959934 Status: Bescheid Stand der BDA-Liste: 2025-06-30 Name: Bürgerhaus GstNr.: 298                                                                                                   |
| ja   | Datei hochladen | Bürgerhaus HERIS-ID: 34747 Objekt-ID: 33127                                                                    | Wiener Gasse 12–14 Standort KG: Perchtoldsdorf                                                                            | Bürgerhaus aus dem 16. Jahrhundert mit erneuerten Arkaden. | BDA-Hist.: Q37959944 Status: Bescheid Stand der BDA-Liste: 2025-06-30 Name: Bürgerhaus GstNr.: 2965                                                                                                  |
| ja   | Datei hochladen | Knappenhof mit zehn barocken Figuren HERIS-ID: 34748 Objekt-ID: 33128                                          | Wiener Gasse 17 Standort KG: Perchtoldsdorf                                                                               | Vierflügelige dreigeschoßige Anlage mit barocker Fassade, Nutzungen als Flachs- und Wollspinnerei, Kattundruckerei und Badeanstalt. | BDA-Hist.: Q37959950 Status: Bescheid Stand der BDA-Liste: 2025-06-30 Name: Knappenhof mit zehn barocken Figuren GstNr.: 291/1 Knappenhof Perchtoldsdorf                                             |
| ja   | Datei hochladen | Spitalskirche Hl. Dreifaltigkeit, ehem. Bürgerspital und ehem. Kirchhoffläche HERIS-ID: 50367 Objekt-ID: 55273 | Wiener Gasse 29 Standort KG: Perchtoldsdorf                                                                               | Ab 1400 erbaute gotische Saalkirche mit 5/8-Schluss. | BDA-Hist.: Q38039732 Status: § 2a Stand der BDA-Liste: 2025-06-30 Name: Spitalskirche Hl. Dreifaltigkeit, ehem. Bürgerspital und ehem. Kirchhoffläche GstNr.: 574/1 Spitalskirche Perchtoldsdorf     |
| ja   | Datei hochladen | Gamingerhof HERIS-ID: 70114 Objekt-ID: 83219                                                                   | Wiener Gasse 30, 32 Standort KG: Perchtoldsdorf                                                                           | Langgestreckter Gebäudekomplex aus dem 16./17. Jahrhundert mit gemeinsamer barocker Fassadengliederung. | BDA-Hist.: Q38124069 Status: § 2a Stand der BDA-Liste: 2025-06-30 Name: Gamingerhof GstNr.: 2890 |
| ja   | Datei hochladen | Walchhof, sog. Haus am Wiener Tor HERIS-ID: 70103 Objekt-ID: 83207                                             | Wiener Gasse 58 Standort KG: Perchtoldsdorf                                                                               | Im Kern spätmittelalterlicher ein- bis zweigeschoßiger Hof mit im 20. Jahrhundert erneuerter barocker Fassade. | BDA-Hist.: Q38124038 Status: Bescheid Stand der BDA-Liste: 2025-06-30 Name: Walchhof, sog. Haus am Wiener Tor GstNr.: 509/1                                                                          |
| ja   | Datei hochladen | Figuren vom Bildhauersymposium 1976 HERIS-ID: 92225 Objekt-ID: 107130                                          | Zellpark, beim Kulturzentrum, Beatrixgasse 5a Standort KG: Perchtoldsdorf                                                 | 1983 ausgestalteter Park mit zahlreichen Figuren. | BDA-Hist.: Q37759018 Status: § 2a Stand der BDA-Liste: 2025-06-30 Name: Figuren vom Bildhauersymposium 1976 GstNr.: 291/3, 291/4 Perchtoldsdorf Bildhauerarbeiten im Zellpark                        |
| ja   | Datei hochladen | Ruine Kammerstein HERIS-ID: 93426 Objekt-ID: 108444                                                            | Standort KG: Perchtoldsdorf                                                                                               | Ruine einer 1240/1250 errichteten und 1290 zerstörten Burg mit fünfeckigem Bergfried und Palas. Es sind nur Reste des Bergfrieds und die Westmauer des Palas erhalten. | BDA-Hist.: Q1015366 Status: § 2a Stand der BDA-Liste: 2025-06-30 Name: Ruine Kammerstein GstNr.: 2608/1 Burgruine Kammerstein (Perchtoldsdorf)                                                       |
| ja   | Datei hochladen | Waldandacht HERIS-ID: 93427 Objekt-ID: 108445                                                                  | Standort KG: Perchtoldsdorf                                                                                               | Waldandacht mit Maria-Lourdes-Grotte aus dem Jahr 1903, renoviert 1977. | BDA-Hist.: Q37762233 Status: § 2a Stand der BDA-Liste: 2025-06-30 Name: Waldandacht GstNr.: 2608/1 Waldandacht, Perchtoldsdorf                                                                       |
| ja   | Datei hochladen | Kreuzweg Hochberg HERIS-ID: 94325 Objekt-ID: 109473                                                            | auf der Hügelkuppe südlich Wegbachgasse 2 Standort KG: Perchtoldsdorf                                                     | 2005 wurde von Herbert Meusburger ein moderner Kreuzweg aus geometrischen Granitmodulen geschaffen, der mit dem Hochbergkreuz eine mehrfach restaurierte barocke Kreuzigungsgruppe aus dem frühen 18. Jahrhundert als zwölfte von vierzehn Stationen integriert. Am Fuß des Berges finden sich Kreuzwegreliefs aus der zweiten Hälfte des 19. Jahrhunderts in einer Wegkapelle. | BDA-Hist.: Q22809674 Status: § 2a Stand der BDA-Liste: 2025-06-30 Name: Kreuzweg Hochberg GstNr.: 358/2, 1343/1 Perchtoldsdorf Kreuzweg Hochberg                                                     |
| ja   | Datei hochladen | Reste eines Turms HERIS-ID: 93179 Objekt-ID: 108187                                                            | bei Marktplatz 8 Standort KG: Perchtoldsdorf                                                                              | Rest der 1497 erbauten Dreiviertelrundtürme der Kirchenfestung. | BDA-Hist.: Q37761555 Status: § 2a Stand der BDA-Liste: 2025-06-30 Name: Reste eines Turms GstNr.: 306/2 Turmreste Perchtoldsdorf                                                                     |
| ja   | Datei hochladen | Teil der 1. Wiener Hochquellenleitung HERIS-ID: 111365 Objekt-ID: 129197                                       | Standort siehe Beschreibung KG: Perchtoldsdorf                                                                            | Die I. Wiener Hochquellenwasserleitung ist ein Teil der Wiener Wasserversorgung und war die erste Versorgung von Wien mit einwandfreiem Trinkwasser. Nach vierjähriger Bauzeit wurde die 95 Kilometer lange Leitung am 24. Oktober 1873 eröffnet. Die oberirdischen Zeugnisse der Hochquellenwasserleitung auf Gemeindegebiet sind der die Liesing überquerende und größtenteils zu Wien gehörende Aquädukt Liesing (Lage), sowie die beiden Einsteigtürme 47 (Lage) und 48 (Lage). | BDA-Hist.: Q64765568 Status: Bescheid Stand der BDA-Liste: 2025-06-30 Name: Teil der 1. Wiener Hochquellenleitung GstNr.: 2733, 2736 Hochquellenwasserleitung in Perchtoldsdorf                      |

## Ehemalige Denkmäler
Durch einen Gebietstausch zwischen den Gemeinden Perchtoldsdorf und Kaltenleutgeben kam die Wegkapelle von Robert Kramreiter in der Waldmühlgasse mit Anfang 2012 zu Kaltenleutgeben.